# Gnidia styphelioides
Gnidia styphelioides är en tibastväxtart som beskrevs av Carl Daniel Friedrich Meisner. Gnidia styphelioides ingår i släktet Gnidia och familjen tibastväxter. Inga underarter finns listade i Catalogue of Life.